# Springville (Iowa)
Springville es una ciudad ubicada en el condado de Linn en el estado estadounidense de Iowa. En el Censo de 2010 tenía una población de 1074 habitantes y una densidad poblacional de 576,74 personas por km².

## Geografía
Springville se encuentra ubicada en las coordenadas 42°3′9″N 91°26′50″O / 42.05250, -91.44722. Según la Oficina del Censo de los Estados Unidos, Springville tiene una superficie total de 1.86 km², de la cual 1.86 km² corresponden a tierra firme y (0.28%) 0.01 km² es agua.

## Demografía
Según el censo de 2010, había 1074 personas residiendo en Springville. La densidad de población era de 576,74 hab./km². De los 1074 habitantes, Springville estaba compuesto por el 98.88% blancos, el 0.09% eran afroamericanos, el 0.09% eran amerindios, el 0.19% eran asiáticos, el 0% eran isleños del Pacífico, el 0% eran de otras razas y el 0.74% pertenecían a dos o más razas. Del total de la población el 0.28% eran hispanos o latinos de cualquier raza.